# Catalogue d'abeilles de Moure
Le catalogue d'abeilles de Moure est une publication sur la systématique du clade Anthophila, publié par l'entomologiste Jesus Moure. Ce catalogue est accessible en ligne.

## Note
1. ↑  Cela désigne les abeilles au sens large. Voir l'article Apoidea